# Maxi Rodríguez Callejón
José Antonio Rodríguez Callejón, conocido en el mundo del deporte como Maxi, es un exfutbolista español nacido en Berja (Almería) el 21 de febrero de 1948.

## Biografía y trayectoria
Se forjó como cadete y juvenil en equipos de la provincia de Almería hasta llegar a la Agrupación Deportiva Almería de la capital almeriense, que entonces se abría paso hacia Primera División. Dejaría este equipo para jugar en el Real Oviedo en la temporada 1972-1973, participando en el ascenso del equipo a Primera, categoría en la que se mantuvo durante dos temporadas más. Militó en sus líneas durante cinco temporadas siguientes, recibiendo el Premio a la Regularidad. 
Desde allí regresaría de nuevo a la AD Almería, a cuyo ascenso a Primera División también contribuyó. Jugó con este equipo en la máxima categoría del fútbol español en las temporadas 1979-1980 y 1980-1981, antes de retirarse. 
Jugó en posición de defensa una media de algo más de 75 minutos por partido y casi 20 partidos por temporada, con un total de 78 partidos en la Primera División de la LFP. 
En noviembre de 2006 le fue impuesto el Escudo de Oro del Ayuntamiento de Almería.